# Мотяшов, Игорь Павлович
Игорь Павлович Мотяшов (род. 7 октября 1932, Москва) — российский критик, литературовед; кандидат филологических наук.

## Биография
В 1954 г. окончил филологический факультет Московского государственного педагогического института им. В. И. Ленина.
В 1957 г. вступил в КПСС.

## Творчество
Печатался с 1955 года. Автор многих статей и книг по советской детской литературе, в которых рассматривалось творчество С. Михалкова, А. Барто, С. Алексеева, З. Воскресенской, А. Лиханова и др.

### Избранные сочинения
Источник — Электронные каталоги РНБ
- Гайдар А. П. Избранное / Сост., авт. предисл. И. П. Мотяшов. — М.: Просвещение, 1983. — 400 с. — 2 500 000 экз. — ISBN 5-08-001337-0.
- Мотяшов И. П. Избранное : [Для ст. возраста]. — М.: Дет. лит., 1988. — 429 с. — 50 000 экз. — ISBN 5-08-001337-0.
- Мотяшов И. П. Сергей Алексеев : Очерк творчества. — 2-е изд., доп. и перераб. — М.: Дет. лит., 1982. — 160 с. — 50 000 экз.
- Мотяшов И.П. Земля и наследство : современная детская литература в аспекте деревенской темы / Игорь Мотяшов // Детская литература. 1980.- М.: Детская литература, 1981.- С. 19 - 40
- Мотяшов И.П. Зоя Воскресенская : очерк творчества [печатный текст] / Мотяшов, Игорь Павлович, Автор (Author); Мунц, Наталья Оскаровна, Оформитель книги (Book designer); Лазарева, Г. В., Технический редактор, типограф (Typographer). - Москва [Россия] : Детская литература, 1971. - 621 с.: портр. [1] л., фотоил.- Библиография в подстрочных примечаниях.- 50 000 экземпляров.-   (в переплёте) : 49 к.
- Мотяшов И. П. Зоя Воскресенская : Очерк творчества. — 2-е изд., доп. и перераб. — М.: Дет. лит., 1979. — 174 с. — 50 000 экз.
- Мотяшов И. П. Альберт Лиханов : Очерк творчества. — М.: Дет. лит., 1981. — 157 с. — 50 000 экз.
- Мотяшов И. П. Мир, увиденный с гор : Очерк творчества Ш. Бейшеналиева. — Фрунзе: Мектеп, 1978. — 135 с. — 2000 экз.
- Соловьев Б. И., Мотяшов И. П. Агния Барто : Очерк творчества. — 3-е изд., доп. — М.: Дет. лит., 1979. — 318 с. — 50 000 экз.
- Мотяшов, Игорь Павлович. Мастерство М. М. Пришвина : (творчество 40–50-х годов) : автореферат диссертации на соискание ученой степени кандидата филологических наук / И. П. Мотяшов ; Моск. обл. пед. ин-т им. Н. К. Крупской. — Москва : [б. и.], 1961. — 21 с. — [Хранится в РГБ].

## Награды
- Орден Дружбы народов.